# Міжнародний день пам'яті про чорнобильську катастрофу
Міжнародний день  пам'яті про Чорнобильську катастрофу (офіційними мовами ООН: англ. International Chernobyl Disaster Remembrance Day, фр. Journée internationale du souvenir de la catastrophe de Tchernobyl, ісп. Día Internacional de Recordación del Desastre de Chernóbil, рос. Международный день памяти о чернобыльской катастрофе) — проголошено 8 грудня 2016 року резолюцією A/RES/71/125 Генеральної Асамблеї ООН. Зазначений день пам’яті відзначається щорічно 26 квітня, починаючи з 2017 року.   
Встановлюючи цей день, Генеральна Асамблея зазначила, що «відчуваються досі, через тридцять років, серйозні довготривалі наслідки чорнобильської катастрофи, а також зберігаються в зв'язку з цим потреби постраждалих місцевих громад і територій», і запропонувала «всім державам-членам, відповідним установам системи Організації Об'єднаних Націй та інших міжнародних організацій, а також громадянського суспільства відзначати цей день».
Міжнародний день  пам'яті було проголошено Генеральною Асамблею ООН під час підсумків проведення у 2006–2016 роках Десятиліття реабілітації і стійкого розвитку постраждалих регіонів (третє десятиліття після Чорнобиля) (англ. Decade of Recovery and Sustainable Development of the Affected Regions (third decade after the Chernobyl disaster)).

## Відзначення Дня чорнобильської трагедії в УРСР
Указом Президії Верховної Ради Української РСР у 1990 році 26 квітня було проголошено — Днем чорнобильської трагедії. Передбачено, що щорічно в цей день приспускається Державний прапор Української РСР на будинках Верховної Ради Української РСР, Ради Міністрів Української РСР та  виконавчих комітетів місцевих Рад народних депутатів Української РСР.